# Siegwart Lindenberg
Siegwart Michael Lindenberg (München, 26 december 1941) is een Duits-Nederlandse sociaal wetenschapper. Hij is de bedenker van het RREEMM-model, een uitbreiding op de rationelekeuzetheorie (rational choice theory).
In dit model is een individu een "Restricted, Resourceful, Expecting, Evaluating, Maximizing Man". Lindenberg ging bij het maken van dit model uit van de homo oeconomicus, wat inhoudt dat mensen zeer rationeel en egoïstisch zijn om meer winst voor zichzelf te maken. Lindenberg voegde hier tal factoren aan toe, om het model zo realistisch mogelijk te maken. De gemodelleerde individuele actor ('man') probeert niet alleen om zijn individuele winst te maximaliseren ('maximizing'), hij is hierbij beperkt in zijn mogelijkheden ('restricted'), maar heeft zijn eigen middelen voor de actie ('recourceful'), gaat niet van objectieve gebeurtenissen uit, maar schat deze subjectief in ('expecting') en probeert deze in termen van zijn werkelijke doelstellingen te evalueren ('evaluating'). Lindenbergs essay An assessment of the new political economy: its potential for the social sciences and for sociology in particular geldt als een van de belangrijkste werken van de rationelekeuzetheorie in de sociologie en politicologie.
Lindenberg promoveerde aan de Harvard-universiteit en is docent sociologie aan de Rijksuniversiteit Groningen. Hij is begonnen aan een muzikale opleiding aan de Universiteit van Keulen, voordat hij zich in 1962 in de sociale wetenschappen stortte en aan de Universiteit van Mannheim afstudeerde. Hij is gespecialiseerd in cognitieve sociologie en sociale rationaliteit.

## Publicaties
- Lijst van publicaties van Lindenberg.